# Hôtel Burteur
L'Hôtel Burteur, dit aussi hôtel de Villemeureux, est un hôtel particulier de la ville de Dijon situé 68 rue de la Liberté dans le secteur sauvegardé.

## Historique
Il est inscrit au titre des monuments historiques depuis 1937. L'arrêté d'inscription du 4 juillet 2024 se substitue à l'arrêté précédent.